# قانون حقوق التأليف والنشر في الأردن
يستند قانون حقوق التأليف والنشر في الأردن او قانون حق المؤلف الأردني وتعديله رقم (22) لسنة 1992 إلى اتفاقية برن لحماية المصنفات الأدبية والفنية ولا يتضمن تعريفاً لحق المؤلف، إلا أنه ينص في المادة (3) بوضوح على أن القانون يوفر الحماية القانونية لأي نوع من الأعمال الأصلية في الأدب والفن والعلم بغض النظر عن قيمة العمل أو غرضه.

## تسجيل حقوق النشر
في المملكة الأردنية الهاشمية، يتم تطبيق حقوق الطبع والنشر تلقائيًا على إنشاء عمل أصلي للتأليف؛ ومع ذلك، فإن التسجيل/الإيداع لدى المكتبة الوطنية التابعة لوزارة الثقافة الأردنية يضع حامل حقوق الطبع والنشر في وضع أفضل في حالة نشوء نزاع بشأن حقوق الطبع والنشر.
يجب على صاحب حقوق الطبع والنشر الذي يرغب في تسجيل حقوق الطبع والنشر الخاصة به:
1. الحثصول على النموذج (النماذج) المناسبة واستكملها.
2. إعداد ترجمات واضحة للمواد المقدمة لحقوق الطبع والنشر.
3. إذا كان ذلك مناسبًا، احصل على أي مستندات مصادرة ضرورية من الأشخاص الذين ساهموا في العمل.
4. إيداع العمل في دائرة المكتبة الوطنية الأردنيةة.

يتم إصدار رقم إيداع لكل عمل، ولا توجد رسوم رسمية مطلوبة.

## مدة حقوق النشر
تبدأ حماية حقوق النشر عندما يتم إنشاء العمل فعليًا وتثبيته في شكل ملموس. غالبا تكون مدة حقوق الطبع والنشر طوال حياة مالك حقوق الطبع والنشر بالإضافة إلى خمسين عام بعد وفاته. ومع ذلك، هناك فئتان من الاستثناءات لمدة الحياة القياسية بالإضافة إلى خمسين عام.
1. لا يتمتع مؤلف العمل بحماية حقوق الطبع والنشر إلا لمدة خمسين عام من تاريخ إنشاء العمل في الحالات التالية
  - المؤلف أو صاحب الحقوق هو شركة أو نوع آخر من الكيانات القانونية التي تمنح بعض الحقوق نفسها التي تنطبق على الأشخاص الطبيعيين
  - إنتاج سينمائي أو تلفزيوني
  - يتم نشر العمل لأول مرة بعد وفاة المؤلف
  - النشر تحت اسم مستعار. في هذه الحالة، إذا كشف مؤلف العمل عن هويته خلال فترة الحماية، فإن مدة حقوق النشر تمتد إلى 50 عام بعد وفاة المؤلف.
2. تتمتع الصور الفوتوغرافية والفنون التطبيقية بفترة حماية مدتها 25 عام فقط، تبدأ من الأول من شهر يناير من سنة إنشائها.

عندما تنتهي فترة الحماية، يدخل العمل ضمن المجال العام، مما يجعله قانونيًا لاستخدامه من الجميع.

## حامل حقوق الطبع والنشر
يُعتبر المؤلف أو المبدع هو صاحب حقوق الطبع والنشر لأي عمل ينشره وينسب إليه، سواء أشار إلى حقوق الطبع والنشر بشكل واضح في العمل أم لا، أو بأي وسيلة أخرى. وفي حال قام الموظف بإنشاء عمل مرتبط بأنشطة أو مصالح صاحب العمل خلال فترة عمله، أو باستخدام الموارد المتاحة له لإنجاز العمل، فإن حقوق الطبع والنشر تعود إلى صاحب العمل، ما لم يُتفق على غير ذلك بشكل خطي.

## الاستثناءات
الأعمال التي دخلت المجال العام لا تتمتع بحماية حقوق الطبع والنشر. كما أن بعض الأعمال لها ما يشار إليه بترخيص copylife، وهو ما يعني أن المؤلف قد منح الجميع الإذن باستخدام العمل وتحسينه بحرية.
أيضًا إذا كان استغلال العمل لأغراض تعليمية أو للاستخدام الشخصي، ففي مثل هذه الحالات سيكون استخدام العمل قانوني وبالتالي لا يُعد انتهاكًا.
"لا تشمل حقوق الطبع والنشر القوانين والأنظمة والأحكام القضائية، بالإضافة إلى الأخبار والتقارير. ويتولى وزير الثقافة مسؤولية حماية حقوق الطبع والنشر للأعمال التي تصنف ضمن التراث الوطني، حيث يسعى لمنع إساءة استخدام هذه الأعمال مع الحفاظ على حق الوصول العام إليها."

## الحقوق المرتبطة بحقوق النشر
"تُقسم الحقوق المتعلقة بحقوق الطبع والنشر إلى حقوق اقتصادية وحقوق معنوية. لا يمكن التنازل عن الحقوق المعنوية أو بيعها، ويجب دائماً نسبة العمل إلى صاحبه. أما بالنسبة للحقوق الاقتصادية، فيمكن للمؤلف التنازل عنها حسب رغبته، بشرط أن يكون التنازل كتابياً ويتضمن تحديداً واضحاً للحق المتنازل عنه، ونطاقه، والغرض منه، ومكان تطبيقه ومدته.
عكس ذلك، ألغى القانون أي إجراء اتخذه المؤلف/صاحب حقوق الطبع والنشر في منتجه الفكري الجماعي المستقبلي. (أنظر المادة 14 من قانون حق المؤلف الأردني)
تمنح الحقوق الحصرية لحامل حقوق الطبع والنشر الحرية في ممارسة الحقوق المرتبطة بحقوق الطبع والنشر، وتتطلب من الآخرين الحصول على موافقة حامل حقوق الطبع والنشر قبل ممارسة تلك الحقوق.
ترتبط العديد من الحقوق الحصرية بحامل حقوق النشر، بما في ذلك
- الحق في نشر وإنتاج نسخ أو إعادة إنتاج للعمل وبيع تلك النسخ (بما في ذلك النسخ الإلكترونية)
- الحق في إجراء تعديلات على العمل (لتحسين العمل أو تغييره)
- الحق في إنشاء أعمال مشتقة (أعمال تتكيف مع العمل الأصلي)
- الحق في أداء العمل أو عرضه علنًا
- الحق في بيع هذه الحقوق أو التنازل عنها للآخرين
- الحق في سحب العمل من التداول
- الحق في الاعتراض على أي انتهاك للعمل

يحدث انتهاك حقوق الطبع والنشر عادةً عندما يتم استخدام حق أو أكثر من حقوق حامل حقوق الطبع والنشر من قبل آخرين دون الحصول على إذن من حامل حقوق الطبع والنشر.

## الترخيص الإجباري
يحق لوزير الثقافة الأردني التنازل عن ترخيص غير حصري وغير قابل للتنازل للمواطنين الأردنيين لأي من الغرضين التاليين:
1. ترجمة ونشر العمل الأجنبي إلى اللغة العربية، بشرط ألا يقوم المؤلف بهذه الترجمة خلال ثلاث سنوات من تاريخ النشر الأول للعمل.
2. نشر عمل للبيع بسعر أقل أو مساوٍ للأعمال المماثلة المعروضة للبيع في الأردن

لا يتم منح الترخيص الإجباري إلا للاستخدامات المرتبطة بالتعليم، وفي جميع الأحوال يظل مؤلف العمل الأصلي مؤهلاً للحصول على تعويض عادل.

## حماية حقوق النشر
"يحق للمؤلفين أو أصحاب حقوق الطبع والنشر الذين تعرضت حقوقهم للانتهاك الحصول على تعويض عادل. وعند تحديد مقدار هذا التعويض، تأخذ المحاكم في الاعتبار عدة عوامل، مثل المكانة الثقافية للمؤلف، وقيمة العمل نفسه، وقيمته في السوق، ومدى استفادة الطرف المخالف من استغلاله للعمل."
بالإضافة إلى ذلك، يجوز للمؤلف (أو الورثة أو الخلفاء الشرعيين) أن يطلب من المحكمة اتخاذ التدابير اللازمة لـ:
- وقف الانتهاك بحثق العمل
- مصادرة العمل المخالف أو نسخه أو نسخه أو أي مواد أخرى استخدمت في النسخ
- اتلاف نسخ أو نسخ العمل.
- مصادرة العائدات الناتجة عن انتهاك حقوق الطبع والنشر

"في حالة التزوير أو استخدام الحقوق الحصرية للمؤلف دون ترخيص، يمكن أن يُعاقب المخالف بعقوبات جنائية تشمل السجن لمدة لا تقل عن ثلاثة أشهر ولا تزيد عن ثلاث سنوات، بالإضافة إلى غرامة مالية تتراوح بين ألف وثلاثة آلاف دينار أردني."

## روابط خارجية
- قانون حقوق الطبع والنشر الأردني لسنة 2001 من اليونسكو
- ق انون حقوق الطبع والنشر الأردني لسنة 2001 من WIPOLEX[1] [2]

1. ↑  "WIPO Lex". www.wipo.int. اطلع عليه بتاريخ 2023-06-01.
2. ↑  "WIPO Lex". www.wipo.int. اطلع عليه بتاريخ 2023-06-01.